# Jakob Friedrich von Bielfeld
Jakob Friedrich von Bielfeld (Amburgo, 31 marzo 1717 – Altenburg, 5 aprile 1770) è stato uno scrittore e politico tedesco.

## Biografia

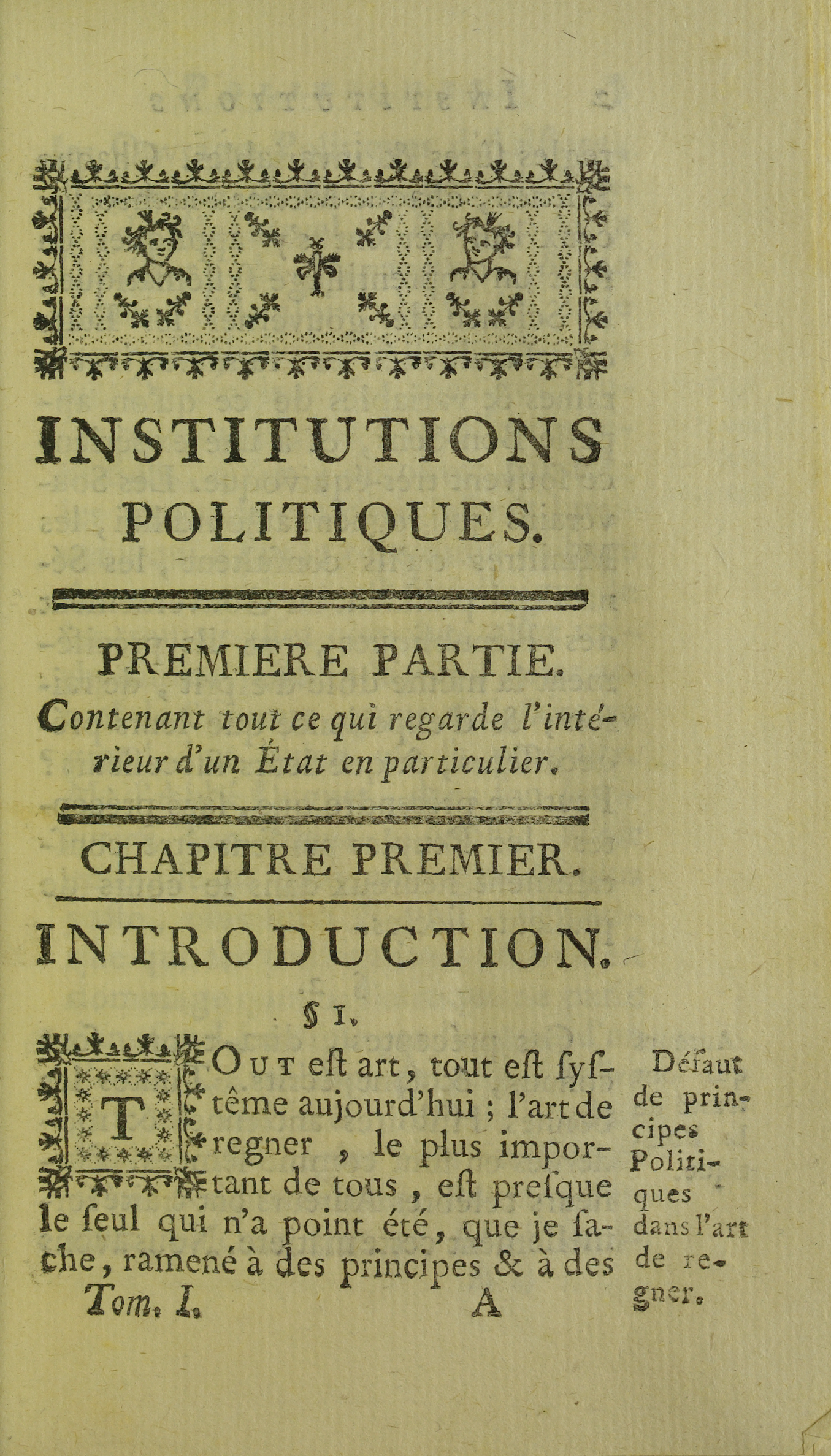
Institutions politiques, 1762

La sua opera politica fu tradotta in varie lingue e introdotta da Joachim Georg Darjes.

## Opere
- (FR) Institutions politiques, vol. 1, Paris, Nicolas Bonaventure Duchesne, 1762.
- (FR) Institutions politiques, vol. 2, Paris, Nicolas Bonaventure Duchesne, 1762.